# هنري كوكسن
هنري كوكسن (بالإنجليزية: Henry Cookson)‏ هو مستكشف بريطاني، ولد في 16 سبتمبر 1975 في ويمبلدون في المملكة المتحدة.